# Sankt Veit im Mühlkreis
Sankt Veit im Mühlkreis är en ort och kommun i Österrike. Den ligger i distriktet Rohrbach i förbundslandet Oberösterreich, 170 kilometer väster om huvudstaden Wien. 
Kommunen består av elva orter (Ortschaften) (inom parentes invånarantal 1 januari 2024):

- Grubdorf (78)
- Grubdorf-Siedlung (33)
- Haslhof (63)
- Kepling (176)
- Königsdorf (0)
- Rammerstorf (49)
- Rechberg (65)
- St. Veit im Mühlkreis (762)
- Schindlberg (21)
- Windhag (57)
- Wögersdorf (27)